# Male Orjule
Koordinati:   44°29′40″N, 14°33′56″E
Male Orjule, čeprav pisano v množini,  je manjši otoček v severnem Jadranu. Otok leži v kvarnerskem zalivu vzhodno od Lošinja in Trasorke. Površina otoka je 0,336 km², dolžima obale meri 4,23 km. Severozahodno leži otoček Vele Orjule, južno pa Ilovik in Sveti Petar.
Najbolj jugovzhodna točka je rt Cirka, najvišji vrh doseže višino 11 mnm.